# Ambleteuse
Ambleteuse település Franciaországban, Pas-de-Calais megyében. Lakosainak száma 2010 fő (2022. január 1.). Ambleteuse Audresselles, Marquise, Wimereux, Wimille és Bazinghen községekkel határos.

## Népesség
A település népességének változása:
| Lakosok száma | 1884 | 1807 | 1848 | 1843 | 1895 | 1946 | 1998 | 2001 | 2010 |
|               | 2013 | 2015 | 2016 | 2017 | 2018 | 2019 | 2020 | 2021 | 2022 |